# 鍾素瑩
鍾素瑩（1957年5月6日—），雲林崙背人，前臺灣女子籃球運動員，就讀崙背國小時與鍾惠敏同是手球隊成員，升上崙背國中改打籃球，之後轉往陽明國中就讀，為華航女籃元老球員，1982年8月與空軍上尉饒丞虎結婚，兩人育有兩女，饒丞虎在1990年8月空軍運輸機失事事件中罹難。